# Georg Röder (Richter)
Georg Joseph Röder (* 18. Juli 1819 in Mainz; † 24. Februar 1896 in Darmstadt) war ein hessischer Richter und Politiker und ehemaliger Abgeordneter der 2. Kammer der Landstände des Großherzogtums Hessen.

## Leben
Georg Röder war der Sohn des Kaufmanns Eberhard Röder und dessen Frau Elisabeth geborene Stechmann. Am 26. August 1854 heiratete Georg Röder, der katholischer Konfession war, Elise geborene Glaubrech (1836–1905), die Tochter des Obergerichtsrates und Landtagsabgeordneten Joseph Glaubrech.
Georg Röder studierte Rechtswissenschaften an der Universität Gießen und wurde nach dem Studium Gerichtsakzessist in Mainz. 1849 wurde er Advokat-Anwalt am Kreisgericht Alzey und 1850 das gleiche am Kreisgericht Mainz. 1865 wurde er dort Ergänzungsrichter (es hieß inzwischen „Bezirksgericht Mainz“) und 1867 Oberappellations- und Kassationsgerichtsrat in Darmstadt. 1872 wurde er Generalstaatsprokurator am gleichen Gericht. 1878 wurde er zum Geheimen Rat ernannt und 1879 pensioniert.

## Politik
In der 19. bis 20. Wahlperiode (1866–1872) war er Abgeordneter der zweiten Kammer der Landstände des Großherzogtums Hessen. In den Landständen vertrat er den Wahlbezirk Rheinhessen 4/Nieder-Olm. Er vertrat konservative Positionen.